# 161Egy busz (Budapest)
A budapesti 161E (gyors 161E) jelzésű autóbusz a Blaha Lujza tér és Rákoskeresztúr, Városközpont között közlekedett az M2-es metró 2004-es, 2005-ös és 2007-es felújítása alatt. A vonalat a 2004-ben és 2005-ben a Budapesti Közlekedési Rt., majd 2007-ben a Budapesti Közlekedési Zrt. üzemeltette. A járműveket a Cinkotai autóbuszgarázs adta ki.

## Története
2004-ben és 2005-ben az M2-es metró Deák tér – Stadionok közötti szakaszának felújításának idején a 61E mellett 161E jelzéssel egy másik expresszjárat indult a Blaha Lujza tér és Rákoskeresztúr, Városközpont között.
Az M2-es metró Stadionok – Örs vezér tere közötti felújításakor 2007-ben a 161E június 9. és július 6. között a Keleti pályaudvar és Rákoskeresztúr, Városközpont között, míg július 7. és augusztus 19. között a Blaha Lujza tér és Rákoskeresztúr, Városközpont között járt.

## Útvonala
2004-ben és 2005-ben
| Rákoskeresztúr, Városközpont felé | Blaha Lujza tér felé |
| --- | --- |
| Blaha Lujza tér vá. – Rákóczi út – Baross tér – Kerepesi út – Örs vezér tere – Fehér út – Gyógyszergyári utca – Keresztúri út – Felüljáró – Pesti út – Rákoskeresztúr, Városközpont vá. | Rákoskeresztúr, Városközpont vá. – Pesti út – Felüljáró – Keresztúri út – Gyógyszergyári utca – Fehér út – Albertirsa köz – Albertirsai út – Kerepesi út – Baross tér – Rákóczi út – Blaha Lujza tér vá. |

2007-ben
| Rákoskeresztúr, Városközpont felé | Keleti pályaudvar felé (Blaha Lujza tér felé) |
| --- | --- |
| (Blaha Lujza tér vá. – Rákóczi út – Baross tér –) Keleti pályaudvar vá. – Kerepesi út – Örs vezér tere – Kerepesi út – Keresztúri út – Felüljáró – Pesti út – Rákoskeresztúr, Városközpont vá. | Rákoskeresztúr, Városközpont vá. – Pesti út – Felüljáró – Keresztúri út – Kerepesi út – Keleti pályaudvar vá. (– Baross tér – Rákóczi út – Blaha Lujza tér vá.) |

## Megállóhelyei
2004-ben és 2005-ben
| 0  | Blaha Lujza tér végállomás              | 33 | 4, 6, 28, 37, 37A 74 M2, 7, 7A, 7, 78, 99, 99A, 144, 173                                                                               | 4, 6, 28, 37, 37A 74 M2, 7, 7A, 7, 78, 99, 144, 173                                                                                    |
| 1  | Blaha Lujza tér                         | 32 | 4, 6, 28, 37, 37A 74 M2, 7, 7A, 7, 78, 99, 99A, 144, 173                                                                               | 4, 6, 28, 37, 37A 74 M2, 7, 7A, 7, 78, 99, 144, 173                                                                                    |
| 5  | Keleti pályaudvar                       | 29 | 24 73, 76, 78, 79, 80–81 M2, 7, 7A, 7, 20, 30, 67V, 73, 78, 144, 173, Pólus Budapest-Keleti                                            | 24 73, 76, 78, 79, 80–81 M2, 7, 7A, 7, 20, 30, 67V, 73, 78, 144, 173, Pólus Budapest-Keleti                                            |
| 10 | Stadionok (Hungária körút)              | 24 | 1, 1A 75, 77, 80–81 M2, 95, 130, 144                                                                                                   | 1, 1A 75, 77, 80–81 M2, 95, 130, 144                                                                                                   |
| 16 | Örs vezér tere                          | ∫  | Gödöllői és csömöri HÉV 3, 62 80–81, 82 31, 32, 44, 44A, 45, 61, 61, 61E, 67, 76, 77, 85, 85, 131, 144, 144, 168, 176, Expo, Rákoskert | Gödöllői és csömöri HÉV 3, 62 80–81, 82 31, 32, 44, 44A, 45, 61, 61, 61E, 67, 76, 77, 85, 85, 131, 144, 144, 168, 176, Expo, Rákoskert |
| 34 | Rákoskeresztúr, Városközpont végállomás | 0  | 61, 61, 61E, 62, 69, 69A, 80, 97, 98, 161, 162, 180, 192, 198, 297, Keresztúr                                                          | 61, 61, 61E, 62, 69, 69A, 80, 97, 98, 161, 162, 180, 192, 198, 297, Keresztúr                                                          |

2007-ben
| 161E (Keleti pályaudvar – Rákoskeresztúr, Városközpont) | 161E (Keleti pályaudvar – Rákoskeresztúr, Városközpont) | 161E (Keleti pályaudvar – Rákoskeresztúr, Városközpont) | 161E (Keleti pályaudvar – Rákoskeresztúr, Városközpont) | 161E (Keleti pályaudvar – Rákoskeresztúr, Városközpont) | 161E (Keleti pályaudvar – Rákoskeresztúr, Városközpont)                                                                               | 161E (Keleti pályaudvar – Rákoskeresztúr, Városközpont)                                                                               | 161E (Keleti pályaudvar – Rákoskeresztúr, Városközpont) |
| 161E (Blaha Lujza tér – Rákoskeresztúr, Városközpont)   | 161E (Blaha Lujza tér – Rákoskeresztúr, Városközpont)   | 161E (Blaha Lujza tér – Rákoskeresztúr, Városközpont)   | 161E (Blaha Lujza tér – Rákoskeresztúr, Városközpont)   | 161E (Blaha Lujza tér – Rákoskeresztúr, Városközpont)   | 161E (Blaha Lujza tér – Rákoskeresztúr, Városközpont)                                                                                 | 161E (Blaha Lujza tér – Rákoskeresztúr, Városközpont)                                                                                 | 161E (Blaha Lujza tér – Rákoskeresztúr, Városközpont)   |
| Perc (↓)                                                | Perc (↓)                                                | Megállóhely                                             | Perc (↑)                                                | Perc (↑)                                                | Átszállási kapcsolatok | Átszállási kapcsolatok |                                                         |
| július 6-ig                                             | július 7-étől                                           | Megállóhely                                             | július 6-ig                                             | július 7-étől                                           | június 9. és július 6. között | július 7. és augusztus 19. között |                                                         |
| ------------------------------------------------------- | ------------------------------------------------------- | ------------------------------------------------------- | ------------------------------------------------------- | ------------------------------------------------------- | --- | --- | ------------------------------------------------------- |
| ∫                                                       | 0                                                       | Blaha Lujza tér végállomás                              | ∫                                                       | 39                                                      | Nem érintette | 4, 6, 28, 37, 37A 74 M2, 7, 7, 73, 78, 99, 173                                                                                        |                                                         |
| ∫                                                       | 1                                                       | Blaha Lujza tér                                         | ∫                                                       | 38                                                      | Nem érintette | 4, 6, 28, 37, 37A 74 M2, 7, 7, 73, 78, 99, 173                                                                                        |                                                         |
| 0                                                       | 3                                                       | Keleti pályaudvar végállomás                            | 36                                                      | 36                                                      | 24 73, 76, 78, 79, 80–81 M2, 7, 7, 20, 30, 67V, 73, 78, 173, Pólus Budapest-Keleti                                                    | 24 73, 76, 78, 79, 80–81 M2, 7, 7, 20, 30, 67V, 73, 78, 173, Pólus Budapest-Keleti                                                    |                                                         |
| 1                                                       | ∫                                                       | Kerepesi út                                             | ∫                                                       | ∫                                                       | 24 80–81 M2 | Nem érintette |                                                         |
| 5                                                       | 7                                                       | Stadionok (Hungária körút)                              | 29                                                      | 29                                                      | 1, 1A 75, 77, 80–81 M2, 95, 130 | 1, 1A 75, 77, 80–81 M2, 95, 130 |                                                         |
| 7                                                       | 9                                                       | Pillangó utca                                           | 26                                                      | 26                                                      | M2, Expo | M2, Expo |                                                         |
| 12                                                      | 14                                                      | Örs vezér tere                                          | 23                                                      | 23                                                      | Gödöllői és csömöri HÉV 3, 62 80–81, 82 M2, 31, 32, 44, 44A, 45, 61, 61, 67, 76, 77, 85, 85, 131, 144, 144, 168, 176, Expo, Rákoskert | Gödöllői és csömöri HÉV 3, 62 80–81, 82 M2, 31, 32, 44, 44A, 45, 61, 61, 67, 76, 77, 85, 85, 131, 144, 144, 168, 176, Expo, Rákoskert |                                                         |
| 33                                                      | 35                                                      | Rákoskeresztúr, Városközpont végállomás                 | 0                                                       | 0                                                       | 61, 61, 62, 69, 69A, 80, 97, 98, 161, 162, 180, 192, 198, 297, Keresztúr                                                              | 61, 61, 62, 69, 69A, 80, 97, 98, 161, 162, 180, 192, 198, 297, Keresztúr                                                              |                                                         |